# Schloss Villemont

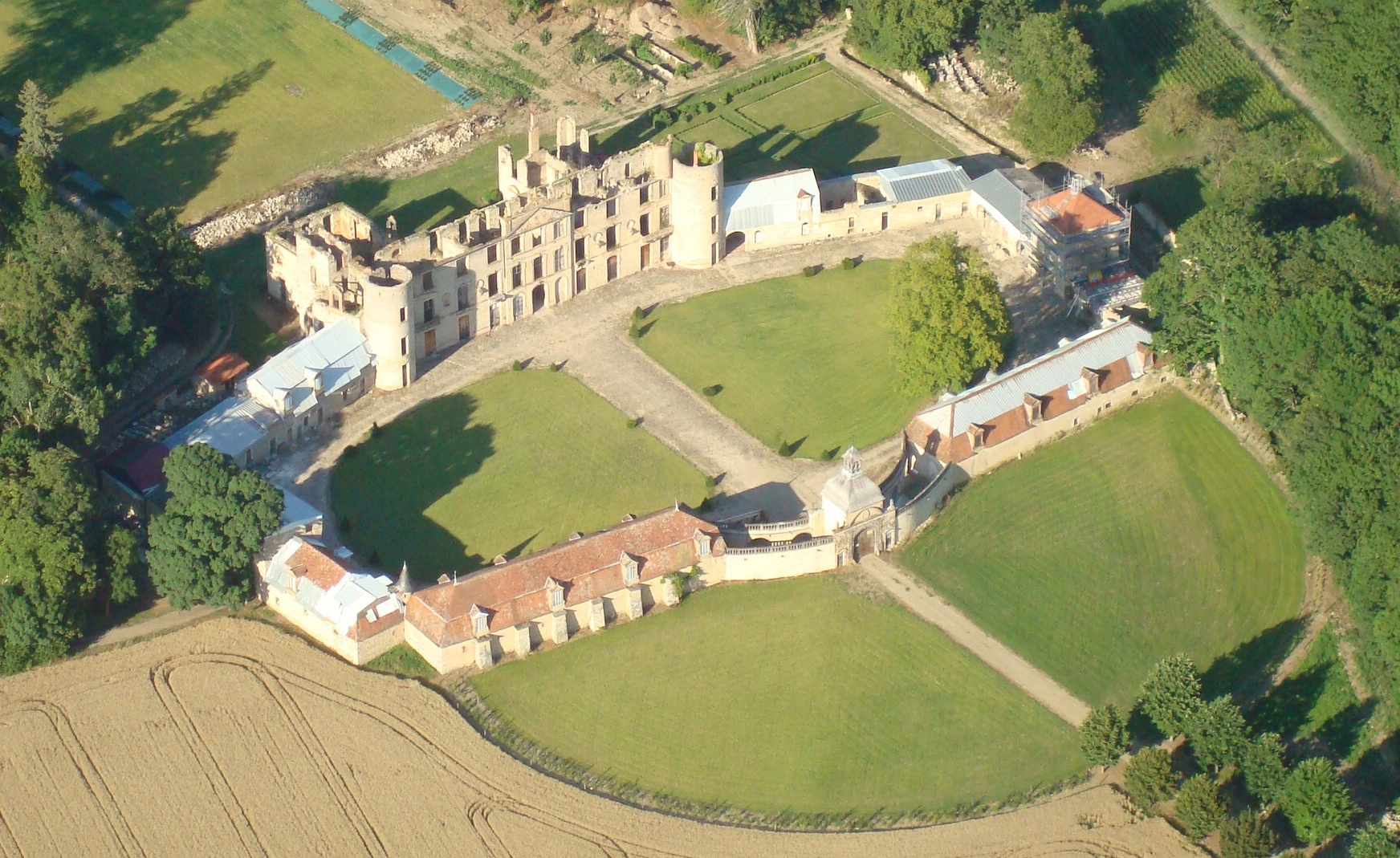
Luftaufnahme Schloss Villemont, 2012

Das Schloss Villemont liegt am Ortsrand der französischen Gemeinde Vensat im Département Puy-de-Dôme der Region Auvergne-Rhône-Alpes. Seit einem Brand im Jahr 1958 präsentierte sich die aus dem 16. Jahrhundert stammende Schlossanlage lange Zeit als Ruine. Der Wiederaufbau mittels Spenden begann Mitte der 1990er Jahre. 
Am 19. April 2012 wurden das Schloss und der zugehörige Park als Monument historique klassifiziert.

## Beschreibung
Das dreistöckige Hauptgebäude besitzt einen U-förmigen Grundriss, dessen Öffnung nach Norden gerichtet ist. Die an den rechten und linken Seitenflügel angebauten zahlreichen Nebengebäude (Küchentrakt, Stallungen) bilden südlich des Schlosses ein Karree mit teilweise leicht gekrümmten Flanken, sodass ein geschlossener Innenhof entsteht, der an der Südflanke durch ein steinernes Tor betreten wird. Vom Schloss blickt man in nördlicher Richtung in eine Parkanlage.

## Geschichte
Villemont war ursprünglich ein Landschloss von bescheidenem Ausmaß. Lediglich die Innenausstattung war standesgemäß prunkvoll-herrschaftlich.
Das Anwesen war ab 1557 über mehrere Generationen hinweg im Besitz der Familie Veyny. Die Reihe wird von Michel de Veyny (Schatzmeister der Marine) angeführt, der jedoch nicht als Erstbesitzer gilt. Unter seinem Nachfahren Gilbert de Veyny wurde das Schloss nach 1740 erweitert. Belegt sind Umbauten zwischen 1748 und 1757. Nach Plänen von Philibert de l’Orme entstand in dieser Zeit der geschlossene Innenhof und der Westflügel des Schlosses. Der Westturm wurde abgerissen und wenige Meter westlich vom alten Standort neu aufgebaut. Es existiert eine Zeichnung, die den Grundriss des Schlosses zwischen 1745 und 1748 – also noch vor der Erweiterung – erkennen lässt. Als Vorlage dafür diente der Atlas de Trudaine, der zwischen 1745 und 1780 herausgegeben wurde. Die Arbeiten endeten 1757 mit der Trockenlegung des Sumpflandes um das Schloss.
Von 1865 bis 1885 erfolgte eine Restaurierung durch den Schlossherren L. J. Maisniel.